# Petaquillas
Petaquillas är en ort i Mexiko.   Den ligger i kommunen Chilpancingo de los Bravo och delstaten Guerrero, i den södra delen av landet, 220 km söder om huvudstaden Mexico City. Petaquillas ligger 1 153 meter över havet och antalet invånare är 6 033.
Terrängen runt Petaquillas är kuperad åt nordost, men åt sydväst är den bergig. Petaquillas ligger nere i en dal. Runt Petaquillas är det ganska tätbefolkat, med 120 invånare per kvadratkilometer. Närmaste större samhälle är Chilpancingo de los Bravo, 8,8 km nordväst om Petaquillas. I omgivningarna runt Petaquillas växer huvudsakligen savannskog.